# Marta Kijewska-Trembecka
Marta Kijewska-Trembecka (ur. 1955) – polska socjolożka i politolożka, doktor habilitowana nauk humanistycznych, profesor uczelni Uniwersytetu Jagiellońskiego. Wykładowczyni w Instytucie Amerykanistyki i Studiów Polonijnych UJ.

## Kariera naukowa
Ukończyła studia magisterskie w zakresie socjologii na UJ. W 1992 r. uzyskała na Wydziale Filozoficznym UJ stopień doktora nauk humanistycznych w dyscyplinie socjologii na podstawie pracy Społeczeństwo kanadyjskie naród-kultura czy naród-wspólnota, której promotorem był Grzegorz Babiński. W 2009 r. uzyskała na Wydziale Studiów Międzynarodowych i Politycznych UJ stopień doktora habilitowanego nauk społecznych na podstawie dorobku naukowego i pracy Québec i Québécois. Ideologie dążeń niepodległościowych.
W macierzystym instytucie należy do zespołu Katedry Studiów Kanadyjskich. W latach 2008–2016 pełniła funkcję wicedyrektorki instytutu.